# Ophioplinthus nexila
Ophioplinthus nexila är en ormstjärneart som först beskrevs av Kyte 1987.  Ophioplinthus nexila ingår i släktet Ophioplinthus och familjen fransormstjärnor. Inga underarter finns listade i Catalogue of Life.